# Флаг Аризоны
Флаг Аризоны (англ. Flag of Arizona) — один из символов американского штата Аризона.
Флаг штата Аризона представляет собой прямоугольное полотнище пересечённое на две равные части. Верхняя часть состоит из 13 лучей красного и золотого цвета (цвета́ конкистадоров и флага Испании), представляя 13 первоначальных округов Аризоны (ныне 15 округов), так же символизируя живописные закаты Аризоны. Нижняя часть флага синего цвета символизирует свободу. В центре флага помещена звезда медного цвета, которая символизирует медную горнодобывающую промышленность Аризоны.
В 1910 году, полковник Чарльз В. Харрис, глава Аризонской национальной гвардии, разработал флаг для аризонской команды стрелков, выступавших в национальных соревнованиях. До этого момента, команда из Аризоны была единственной командой не имевшей своего флага.
Этот флаг был утверждён официальным флагом штата Аризона 27 февраля 1917 года, третьим государственным собранием штата. Законопроект был принят без подписи губернатора Томаса Кэмпбелла. Сам губернатор официально не объяснил своих причин бездействия в этом вопросе.
В опросе, проведённом в 2001 году Североамериканской Вексиллологической Ассоциацией, Аризонский флаг был назван одним из «10 лучших флагов на континенте», заняв шестое место из 72-х Североамериканских флагов.

## Построение флага
Отношение высоты к длине — 2:3. Лучи солнца наверху разделены на тринадцать равных долей, начинающихся с красного луча, попеременно чередующихся с золотым лучом. В центре флага, медная звезда высотой в половину высоты флага. Нижняя часть флага — синего цвета, в половину высоты от высоты флага. Красный и синий цвет имеют тот же самый оттенок, который используется на флаге США. Определение цвета меди и золота в законе не оговариваются. Предложенный размер флага — четыре на шесть футов, звезда — два фута высотой.